# 弘中隆助
弘中 隆助（ひろなか たかすけ、生年未詳 - 天文24年10月3日（1555年10月28日））は、戦国時代の武将。大内氏の家臣。大内氏の重臣で安芸守護代を務めた弘中隆兼の子。別名に隆守。
天文24年（1555年）の厳島の戦いでは、父に従って渡海して毛利元就の軍と戦い奮戦するが、父と共に敗死した。